# Leymah Gbowee

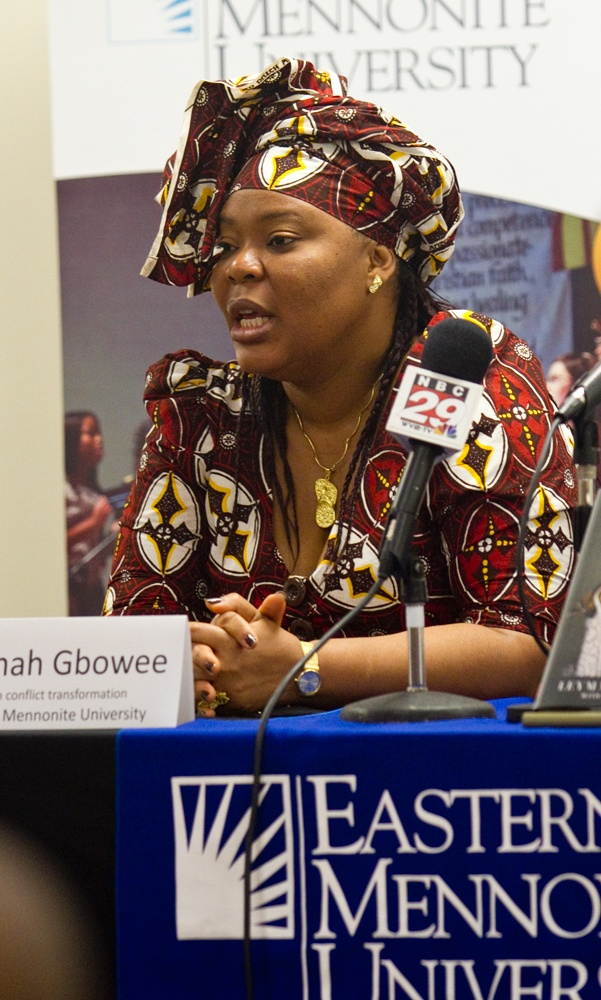
Leymah Gbowee

Leymah Roberta Gbowee (sinh 1972) là một nhà hoạt động hòa bình châu Phi chịu trách nhiệm tổ chức một phong trào hòa bình đã kết thúc cuộc nội chiến Liberia lần thứ hai vào năm 2003. Điều này dẫn đến các cuộc bầu cử của bà Ellen Johnson Sirleaf ở Liberia, quốc gia châu Phi đầu tiên có một nữ tổng thống. Bà cùng với Ellen Johnson Sirleaf và Tawakkul Karman đã giành giải Nobel Hòa bình năm 2011 "cho cuộc đấu tranh bất bạo động của họ đối với an toàn của phụ nữ và quyền của phụ nữ với sự tham gia đầy đủ trong công tác xây dựng hòa bình ". 

## Tiểu sử
Leymah Gbowee sinh ra ở miền Trung Liberia. Ở tuổi 17, cô chuyển đến Monrovia, nội chiến Liberia thứ hai nổ ra. Cô được đào tạo như là một cố vấn chấn thương trong cuộc nội chiến ở Liberia và làm việc với các người lính cũ, con của quân đội của Charles Taylor của. bao quanh bởi hình ảnh của chiến tranh, cô nhận ra rằng "nếu bất kỳ thay đổi nào phải được thực hiện trong xã hội thì đó các thay đổi đó phải được thực hiện bởi các bà mẹ ". Cô là một người mẹ của sáu.